# Sven-Erik Olsson
Sven-Erik Olsson (7. červenec 1923 – 7. březen 1985) byl švédský dobrovolník u Waffen-SS v hodnosti SS-Oberscharführer za druhé světové války a zároveň to byl jediný švédský držitel Německého kříže ve zlatě.

## Život
Sven-Erik Olsson se narodil 7. července roku 1923 v estonském městě Pärnu. Jeho otec měl švédské občanství a jeho matka měla německé. Díky svému otci získal také švédské občanství. Vyrůstal v německé komunitě a absolvoval také německou školu v Pärnu. Již během svého mládí byl členem baltskoněmecké organizace pro mládež (Baltendeutschen Jugendorganisation) a tak se jako šestnáctiletý rozhodl vstoupit 8. listopadu roku 1939 do Waffen-SS.
Po svém přijetí byl nejprve během výcviku zařazen ke SS-Totenkopf-Rekreuten-Standarte, kde byl sloužil u 16. kulometné roty. K 1. květnu roku 1940 byl převelen k 9. rotě ze SS-Totenkopf-Standarte 14 a 14. října stejného roku byl přeřazen do zpravodajského oddělení ze stejné jednotky.
V květnu 1941 byl Olsson poslán do Holandska, kde sloužil u jednotky pobřežní ochrany. Se svým převelením byl zároveň i povýšen do hodnosti SS-Sturmann (Svobodník). V červnu téhož roku byl zařazen do čekatelského programu na poddůstojnickou hodnost a zároveň převelen do velícího štábu Reichsführera SS a odvelen do východního Pruska.
Poté sloužil u různých jednotek na zpravodajských postech až do února roku 1943, kdy byl převelen již jako SS-Unterscharführer (četař) k nově vzniklé 10. tankové divizi SS „Frundsberg“, kde byl zařazen ke 2. zpravodajské rotě ze 10. zpravodajského oddílu SS (SS-Nachrichten-Abteilung 10).
S divizí se účastnil bitev okolo Ternopilu na východní frontě a v květnu 1944 byl povýšen do SS-Oberscharführer (Vrchní četař). V tuto dobu také dělal osobního zpravodaje pro velitele divize SS-Brigadeführera Heinze Harmela. Poté, co byla divize stažena do Normandie, aby čelila spojeneckému postupu, byl v srpnu raněn v boji.
Brzy se však vrací k jednotce a zůstává u ní až do konce války. Dne 20. dubna 1945 je mu udělen za jeho válečné zásluhy německý kříž ve zlatě a stává se tak jediným držitelem švédského původu, který byl vyznamenán, tak vysokým oceněním.
Poté, co se mu nepodařilo se svojí jednotkou probít až k Drážďanům, tak u Chomutova na území tehdejšího Československa zničí své zpravodajské vozidlo a rozhodne se dostat se ke americkým liniím, což se mu nakonec podaří.
Ze zajetí byl propuštěn v roce 1947 a vrátil se do Švédska. Později zemřel 7. března roku 1985 ve švýcarském městě Arosa. Příčinou úmrtí byl infarkt myokardu.

## Vojenská kariéra

### Data povýšení
- SS-Schütze – 8. listopad, 1939
- SS-Oberschütze
- SS-Sturmann – 1. květen, 1941
- SS-Unterführeranwäreter – 1. červen, 1941
- SS-Unterscharführer –1. září, 1942
- SS-Scharführer
- SS-Oberscharführer – květen, 1944

### Vyznamenání
- Německý kříž ve zlatě – 20. duben, 1945
- Železný kříž I. třídy
- Železný kříž II. třídy
- Spona za boj zblízka v bronzu
- Útočný odznak pěchoty ve stříbře
- Odznak za zranění v černém